# Aguacata

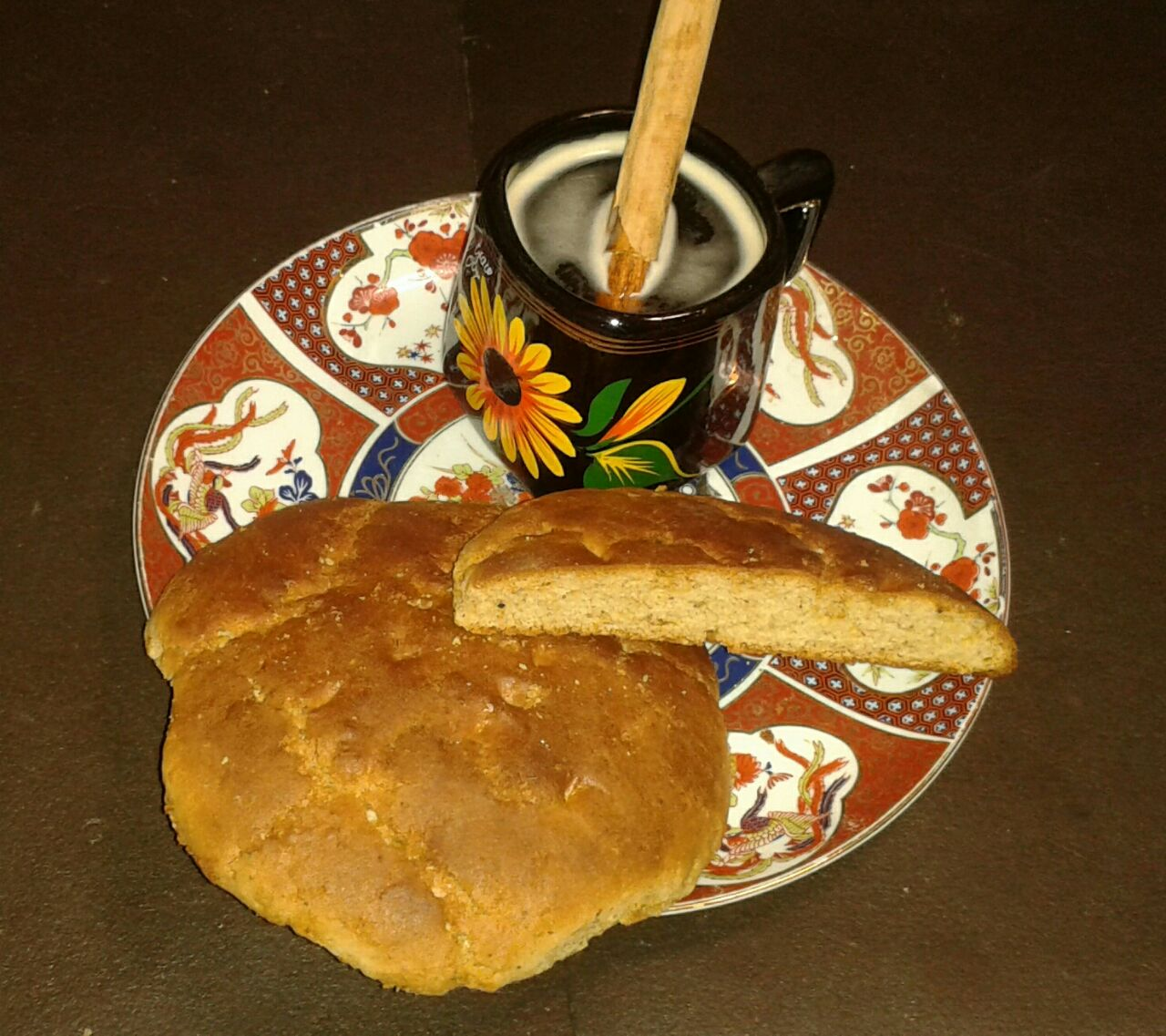
Aguacata

La aguacata es uno de los panes típicos de la gastronomía mexicana y de los tradicionales del estado de Michoacán. Su forma es similar al de una tortilla pero un poco más gruesa y en su interior tiene pequeños trozos de piloncillo.
Este tipo de pan es considerado un buen postre ya que puede ir relleno de chilacayote, calabaza bañada en dulce, diferentes tipos de ate como guabaya, fresa o manzana, sabores más comunes.
Las aguacatas son el pan tradicional de Tingüindín, Michoacán.

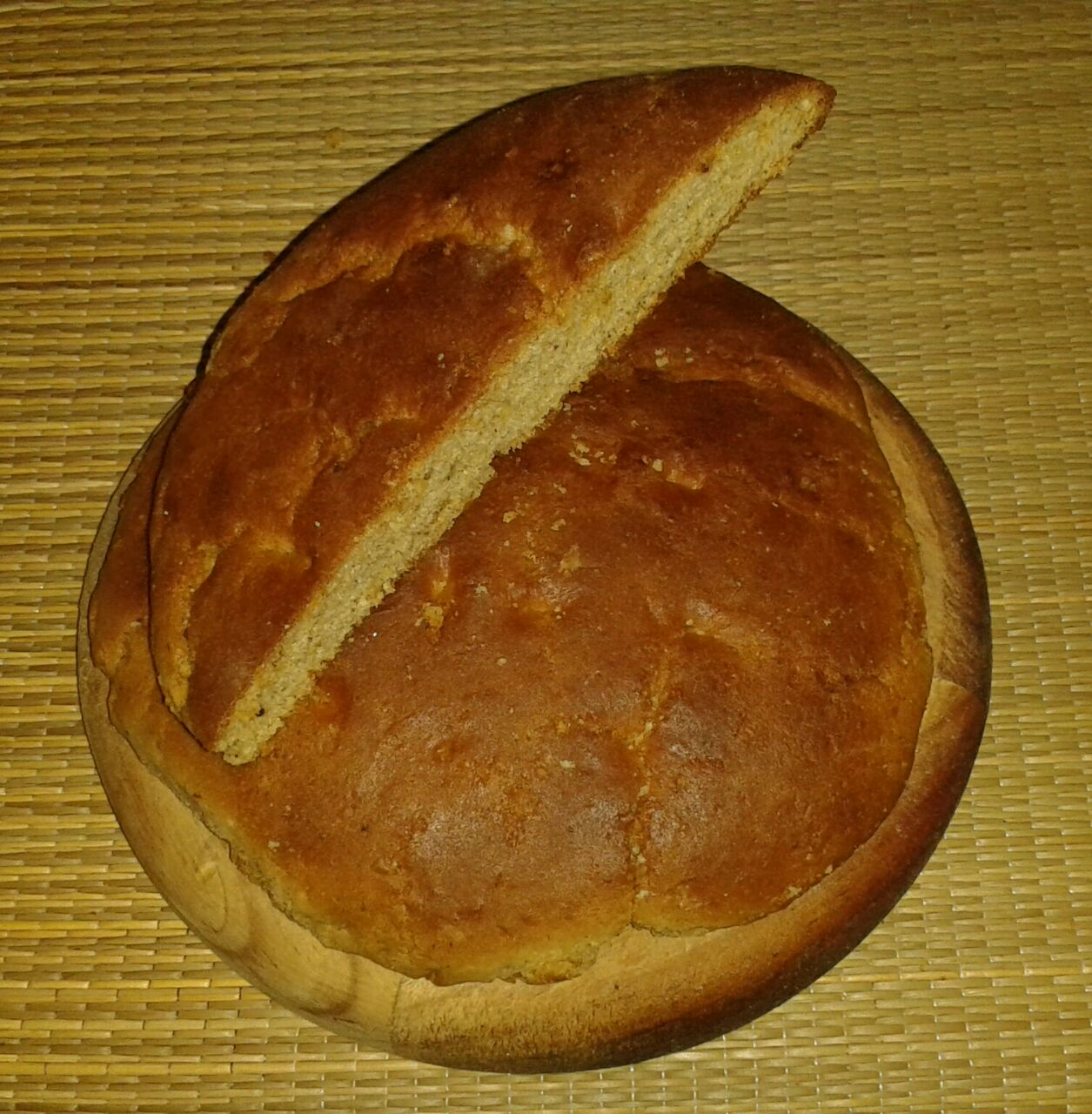
Aguacata partida

## Ingredientes

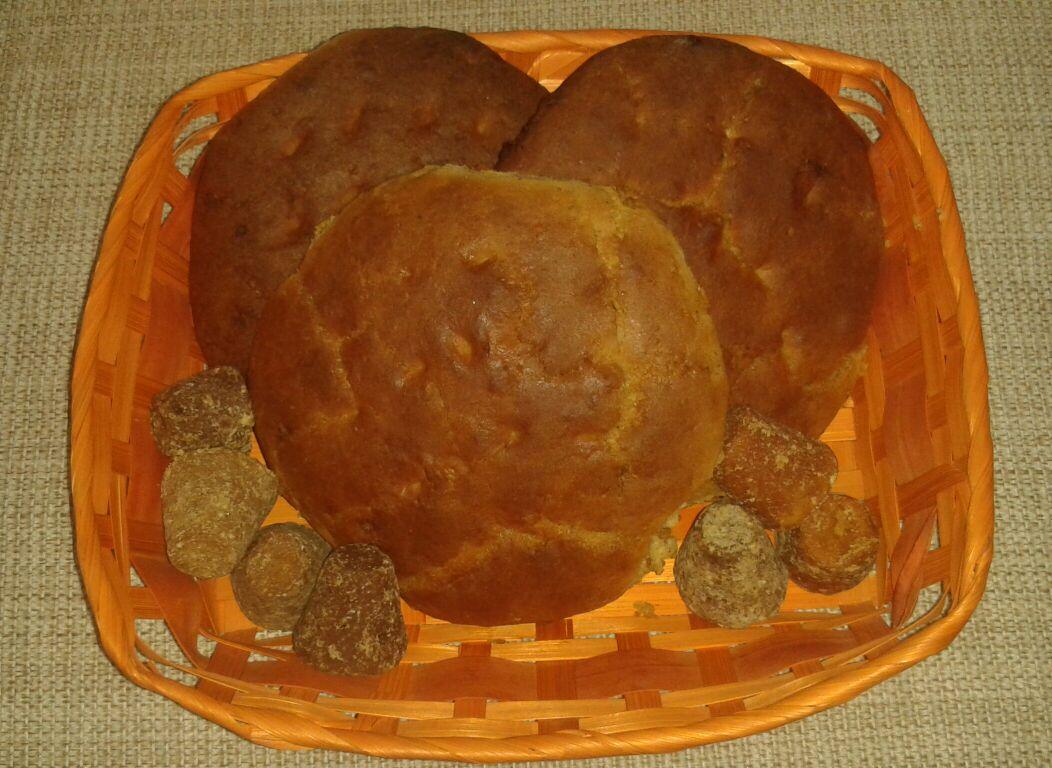
3 Aguacatas

1. Harina
2. Piloncillo
3. Canela
4. Agua
5. Anís
6. Huevo
7. Manteca
8. Margarina
9. Levadura
10. Aguacate
11. Azúcar

## Feria del Pan tradicional de Michoacán
Esta feria se ha llevado a cabo en el estado de Michoacán desde 2001, y es considerada la feria más importante de su tipo a nivel nacional por la Cámara Nacional de la Industria del Pan (CANAINPA). El principal objetivo de realizar año con año esta feria es impulsar el consumo del pan tradicional de Michoacán, posicionándolo en el mercado para aumentar así la competitividad.

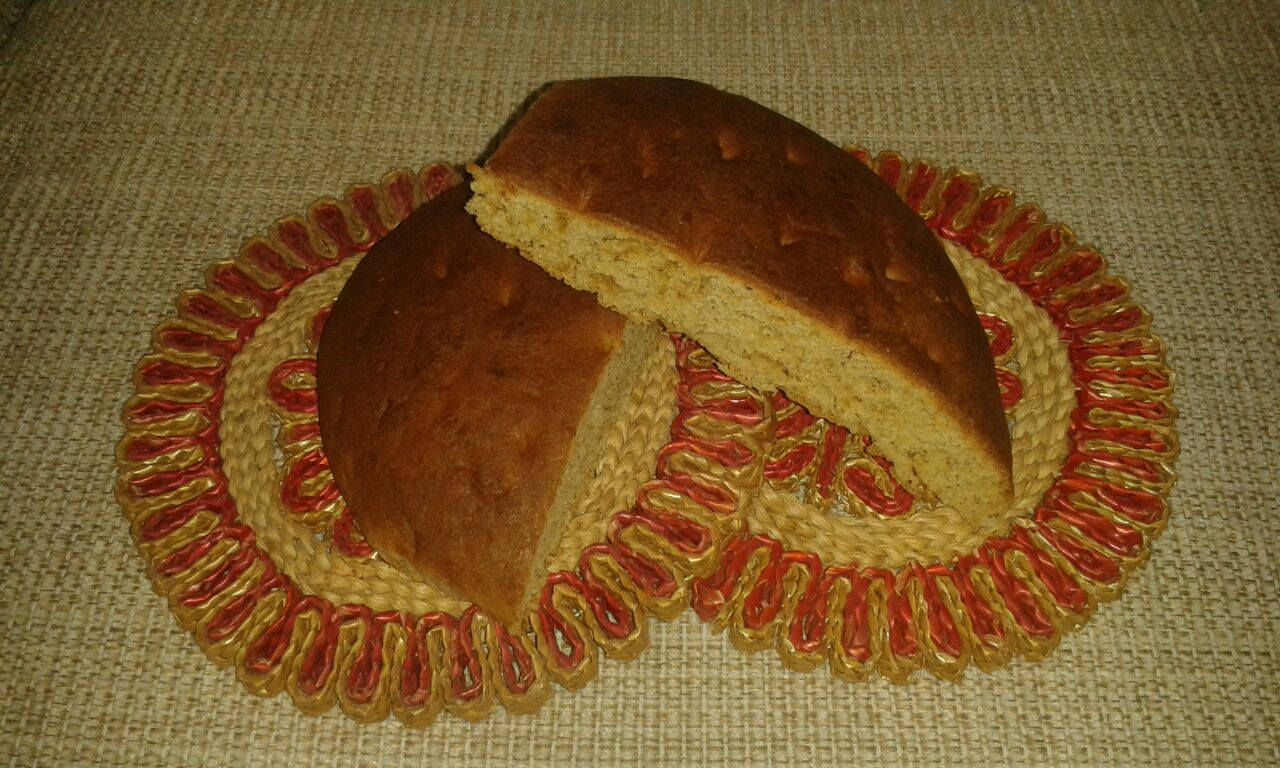
Aguacata partida a la mitad

Algunas de las variedades que se presentan en la feria vienen de diferentes ciudades como Tingüindín, Ciudad Hidalgo, Santa Ana Maya, Morelia, entre muchas otras.